# Pijlgifkikkers
Pijlgifkikkers (Dendrobatidae) zijn een diverse familie van kikkers (Anura). Pijlgifkikkers zijn door hun felle kleuren en de bijzondere vorm van broedzorg een van de bekendste groepen van kikkers.
Pijlgifkikkers zijn kleine, gedrongen diertjes die zich kenmerken door de vaak zeer felle kleuren. Er zijn ongeveer 185 verschillende soorten die voorkomen in delen van Midden- en Zuid-Amerika. De meeste soorten zijn overdag actief en zijn niet schuw, in tegenstelling tot de meeste andere kikkers die zich overdag schuilhouden en juist erg alert zijn.
De groep werd vroeger tot de echte padden gerekend, maar dit is achterhaald. Pijlgifkikkers leven in vochtige en warme, tropische gebieden. De meeste soorten zijn bodembewoners, sommige soorten zijn juist in bomen te vinden. Het voedsel bestaat uit insecten en andere kleine ongewervelden. Veel soorten zijn erg giftig en hebben hierdoor weinig vijanden.
Bekende soorten zijn de aardbeikikker (Oophaga pumilo), de bijengifkikker (Dendrobates leucomelas) en ten slotte de zeer giftige soort Phyllobates terribilis. Een aantal soorten wordt wel als exotisch huisdier in een paludarium gehouden. Kikkers in gevangenschap zijn overigens niet giftig.

## Naamgeving
Pijlgifkikkers worden ook wel gifkikkers of boompadden genoemd. Ze danken hun Nederlandstalige naam aan hun giftige huid. Van een aantal soorten is bekend dat ze extreem giftig zijn voor gewervelde dieren. Ook in andere talen wordt de groep als zodanig aangeduid, zoals het Engelse 'poison dart frogs' en het Italiaanse 'rane da veleno per le frecce' en het Noorse 'pilgiftfrosker'. In het Duits worden de kikkers ook wel 'Baumsteigerfrösche' genoemd, wat vrij vertaald boomklimkikkers betekent.
De wetenschappelijke naam Dendrobatidae betekent letterlijk 'boomwandelaars', afgeleid van het Oudgriekse δένδρον, dendron, dat 'boom' betekent en βάτης, batēs voor 'wandelaar'.

## Verspreiding en habitat

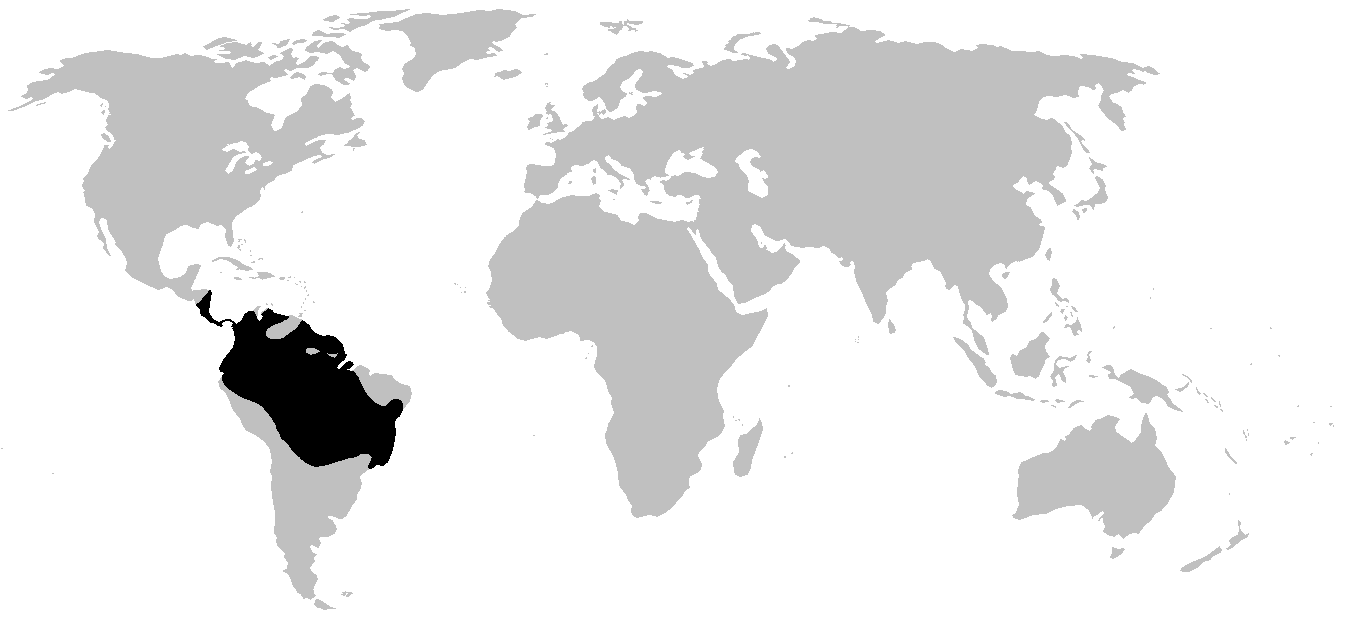
Wereldwijde verspreiding in het zwart.

Pijlgifkikkers komen voor in noordelijk Zuid- en zuidelijk Midden-Amerika. De meeste soorten komen voor in de noordwestelijke delen van Zuid-Amerika.
Pijlgifkikkers leven in de landen Bolivia, Brazilië, Colombia, Costa Rica, Ecuador, Frans-Guyana, Guyana, Nicaragua, Panama, Peru, Suriname en Venezuela. Het verspreidingsgebied kent twee 'gaten' waar de kikkers niet voorkomen. Dit zijn de berggebieden rond de Julianatop in Suriname en de Roraima in Venezuela.
Wat betreft hoogteverspreiding komen de verschillende soorten voor van laaglanden nabij zeeniveau tot echte berggebieden tot 2000 meter boven zeeniveau.
De habitat bestaat uit vochtige, tropische bossen met weinig temperatuurfluctuaties en een hoge relatieve luchtvochtigheid. Met name de luchtvochtigheid is belangrijk, pijlgifkikkers kunnen binnen korte tijd uitdrogen.

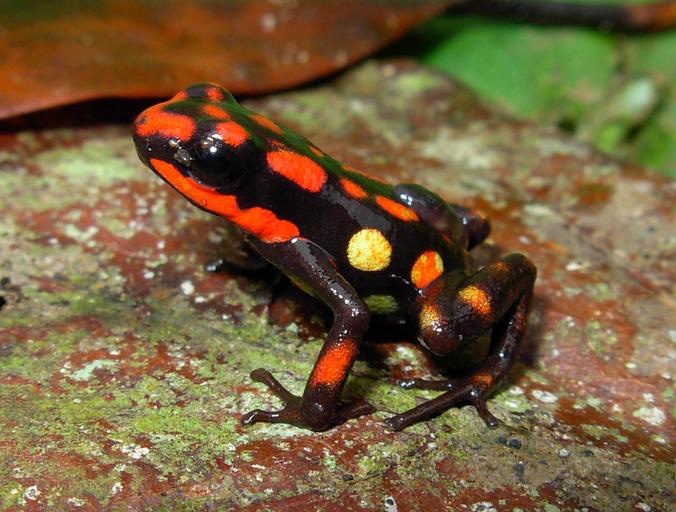
Andinobates dorisswansonae is alleen bekend uit Colombia.

De meeste soorten leven op de bodem, dergelijke soorten kruipen door de schaduwrijke strooisellaag van het bos. Vaak groeien op de bodem planten als varens en mossen. Water wordt onttrokken uit dauw en plasjes water op de bosbodem. Van de boombewonende soorten leeft het grootste deel op een hoogte tot ongeveer twee meter en zelden hoger. Slechts enkele soorten zijn aan te merken als bewoners van hoge bomen, en brengen het grootste deel van hun leven op grote hoogte door.
Andere soorten leven bij beken en stroompjes en kruipen over stenen langs oevers. Ze springen bij gevaar in het water en vluchten ver weg van een beek zodra het hard gaat regenen. Dit gedrag dient waarschijnlijk om te voorkomen dat de dieren worden weggespoeld. Tijdens of na een grote regenbui stijgt het waterpeil aanzienlijk waarbij de stroomsnelheid sterk toeneemt en de territoria worden overspoeld. Als het waterpeil weer zakt keren de kikkers terug en nemen een nieuw territorium aan.
Pijlgifkikkers leven altijd in dichtbegroeide gebieden zoals bossen. Voorbeelden van typen bossen die geschikt zijn als habitat zijn bergbossen, nevelwouden, bamboebossen en kustbossen. Van een aantal soorten is bekend dat ze zich kunnen handhaven in door de mens aangepaste streken. Een voorbeeld is de soort Ameerega silverstonei, die veel wordt aangetroffen in theeplantages.

## Uiterlijke kenmerken

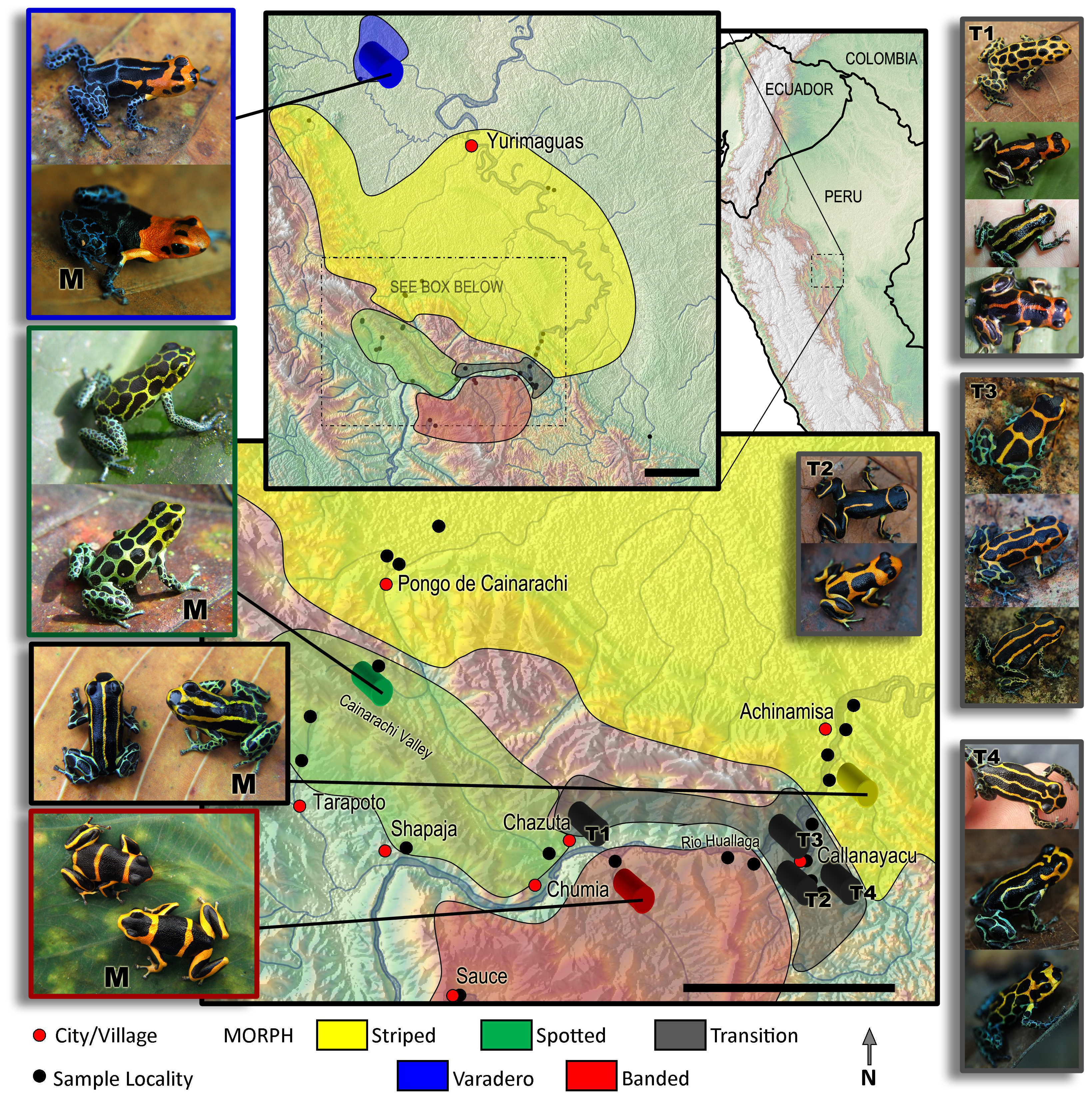
De verschillende variaties van Ranitomeya imitator, met bijbehorend verspreidingsgebied, klik voor vergroting.

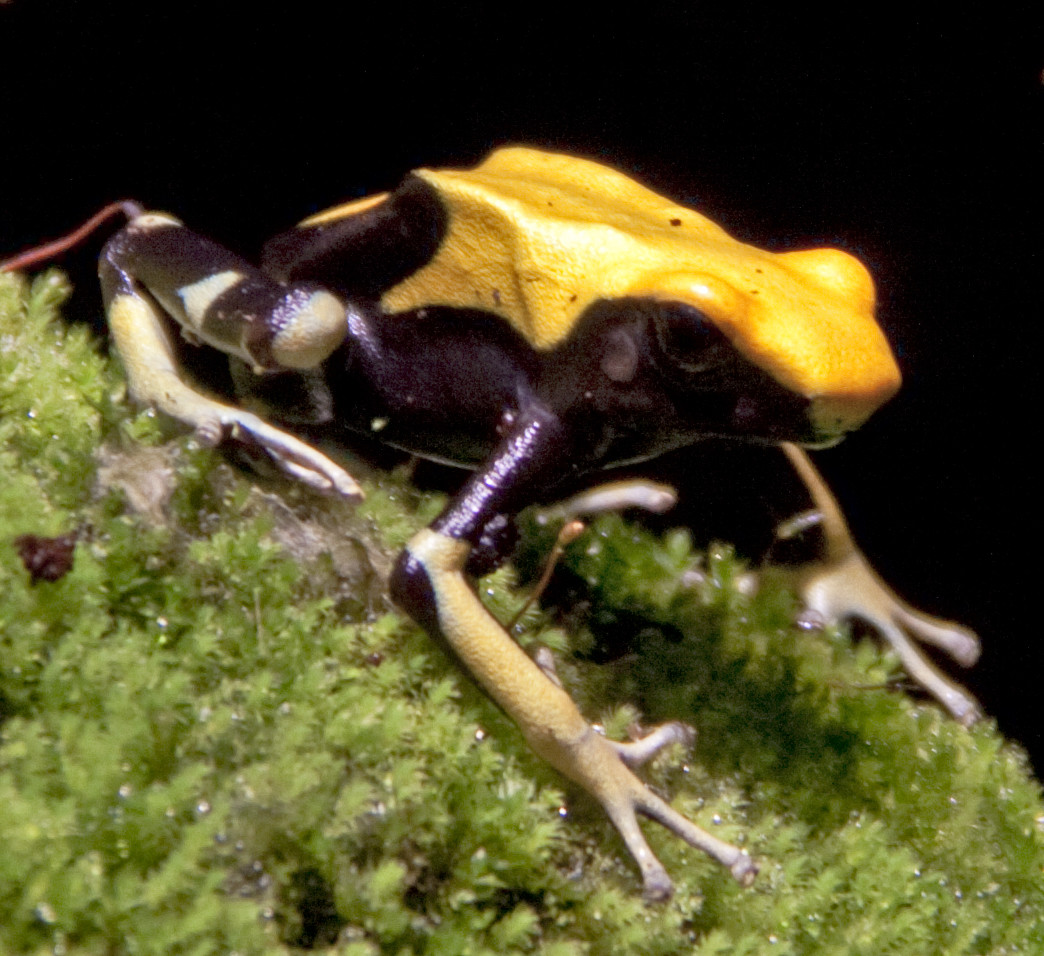
De verbrede tenen zijn goed te zien bij Dendrobates tinctorius.

### Kop
De kop is typisch kikkerachtig; de kop is peervormig maar duidelijk afgeplat. De trommelvliezen of tympana zijn zoals bij alle kikkers niet in een holte geplaatst maar aan het kopoppervlak gepositioneerd. De trommelvliezen zijn achter de ogen gelegen, ze zijn altijd veel kleiner dan het oog. Pijlgifkikkers kunnen niet best horen; wel kunnen ze trillingen waarnemen. De ogen zijn aan de zijkanten van de kop gelegen. Met de ogen kunnen ze alleen beweeglijke objecten waarnemen, omdat hun zenuwstelsel niet is ingericht op het herkennen van lichtpatronen, maar alleen lichtverschuivingen, dus beweging. Pijlgifkikkers hebben geen gifklieren achter de ogen die bij andere kikkers wel voorkomen, deze klieren worden de parotoïden genoemd.
De mannetjes hebben een kwaakblaas aan de keel die gebruikt wordt om een vrouwtje te lokken. De kwaakblaas is duidelijk zichtbaar en bij veel soorten zijn de kwaakgeluiden duidelijk hoorbaar.

### Lichaam
Pijlgifkikkers worden niet erg groot, gemiddeld worden ze ongeveer 2 tot 4 centimeter lang. De kleinste soorten bereiken een lichaamslengte van iets meer dan een centimeter, zoals de tot 13 millimeter lange Andinobates claudiae. Grotere soorten zoals uit het geslacht Aromobates kunnen tot 6 centimeter lang worden. Opmerkelijk is dat de mannetjes altijd ongeveer even groot zijn als de vrouwtjes. Bij vrijwel alle andere kikkers zijn de vrouwtjes beduidend groter dan de mannetjes. Mannetjes hebben vaak hetzelfde kleurpatroon als vrouwtjes zodat dit ook geen duidelijk geslachtsonderscheid geeft. Van een aantal soorten kunnen de mannetjes worden onderscheiden aan de sterker verbrede tenen in vergelijking met die van vrouwtjes.
De huid is meestal glad, sommige soorten hebben duidelijke wratachtige huidklieren maar bij geen enkele soort is de huid sterk wratachtig van structuur zoals bij veel padden het geval is. Bij enkele soorten komt een fijn gekorrelde (ook wel: gegranuleerde) klierstructuur voor.
Pijlgifkikkers staan vooral bekend om hun grote variatie aan felle lichaamskleuren. Sommige soorten hebben een onopvallende zoals de soorten uit het geslacht Aromobates, maar de meeste pijlgifkikkers hebben een uitzonderlijke bonte kleurentekening. De kleuren kunnen variëren van geel, oranje, groen en rood, zelfs blauwe kleuren komen voor. Bij sommige soorten zijn de kikkers geheel uniform gekleurd, andere soorten hebben fel gekleurde strepen of vlekken op een donkere tot zwarte achtergrond. Pijlgifkikkers kennen soms vele variaties binnen een enkele soort.

Enkele voorbeelden van kleurschakeringen die bij de pijlgifkikkers voorkomen zijn:
- De driekleurige gifkikker (Epipedobates anthonyi), heeft een rode lichaamskleur met drie afstekende, groene lengtestrepen op de rug.
- De bijengifkikker (Dendrobates leucomelas), die een gitzwarte kleur heeft met heldere gele dwarsbanden.
- De aardbeikikker (Oophaga pumilo) heeft een rood gekleurd lichaam met blauwe poten.

Van de soort Ranitomeya imitator is bekend dat er verschillende kleurenvariaties bestaan die lijken op andere soorten pijlgifkikkers. Omdat het verspreidingsgebied van Ranitomeya imitator erg groot is, overlapt het areaal met dat van andere soorten die er verschillend uitzien. De pijlgifkikker bootst deze verschillende soorten na, wat mimicry wordt genoemd. In delen waar soorten voorkomen die een zwarte kleur met gele strepen hebben, heeft Ranitomeya imitator eenzelfde tekening. Als er soorten voorkomen die een zwarte kleur met gele dwarsbanden hebben, dan wordt deze tekening nagebootst.

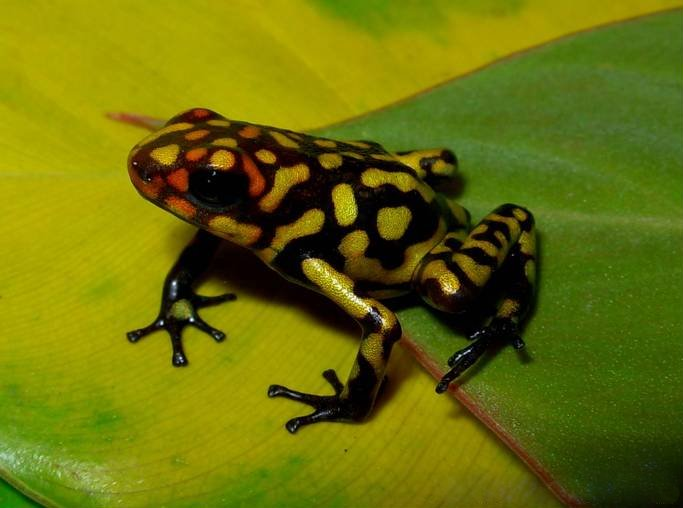
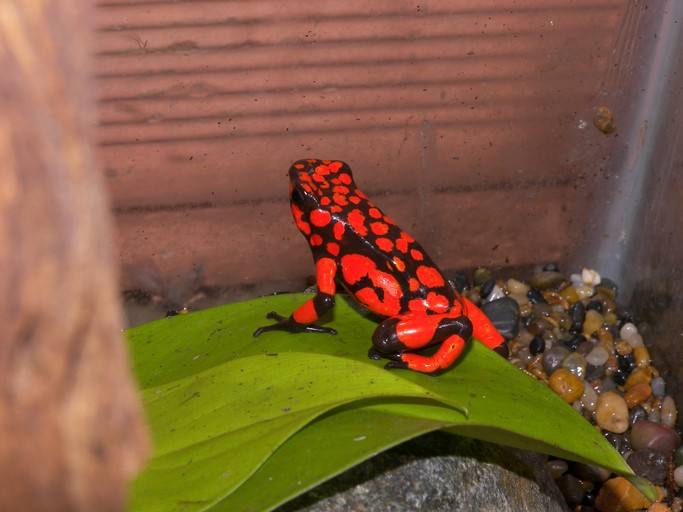
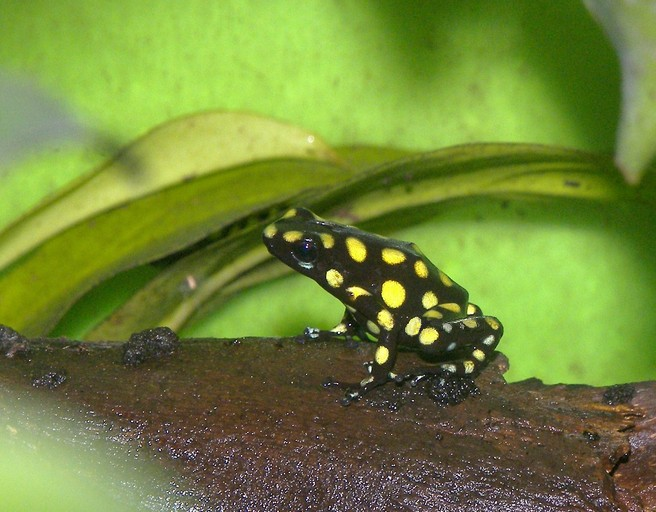
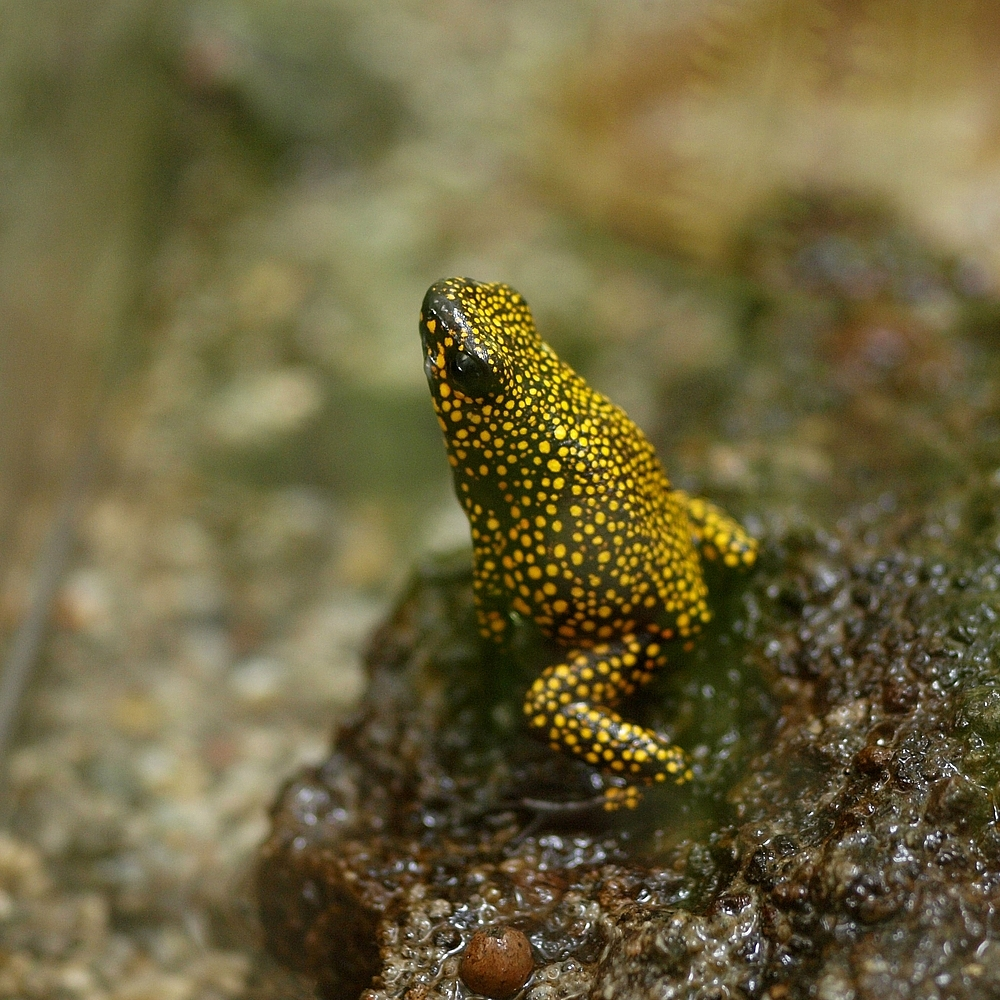

### Poten
Veel soorten hebben kleine pootjes die bovendien vrij dun zijn, pijlgifkikkers kunnen toch vrij grote sprongen maken als ze bijvoorbeeld moeten vluchten. De poten zijn relatief krachtig en de kikkers kunnen ook goed klimmen. Op de toppen van de vingers en de tenen zijn verdikkingen aanwezig die bestaan uit kliercellen. De uiteinden van de vingers en tenen hebben hierdoor een enigszins spatelachtige vorm.
De poten van pijlgifkikkers dragen nooit zwemvliezen zoals bij andere families voorkomt. De poten van de mannetjes ontwikkelen bij veel kikkers verdikte structuren aan de binnenzijde, de zogenaamde copulatieborstels. Deze dienen om een vrouwtje beter vast te kunnen houden tijdens de amplexus. Bij de pijlgifkikkers ontbreken dergelijke structuren echter.

### Onderscheid met andere groepen
Pijlgifkikkers kunnen door hun felle kleuren en kleine lichaam slechts met enkele andere groepen van kikkers worden verward. Een van deze groepen zijn de soorten uit het geslacht Mantella en de familie Mantellidae. Dit zijn eveneens kleine, felgekleurde kikkers die echter niet direct verwant zijn. Net als pijlgifkikkers vergaren zij gif (alkaloïden) uit mieren. Mantella's komen echter alleen voor op het Afrikaanse eiland Madagaskar. De grote gelijkenis met de pijlgifkikkers wordt als een vorm van convergente evolutie beschouwd, zowel (eerst) van de gifdragende mieren als daarna van de kikkers.
Ook sommige boomkikkers (Hylidae) en rietkikkers (Hyperoliidae) hebben felle kleuren, zoals Afrixalus paradorsalis. Deze soorten zijn echter gemakkelijk te onderscheiden aan de op zuignapjes gelijkende hechtschijfjes die bij de pijlgifkikkers altijd ontbreken.

## Voedsel

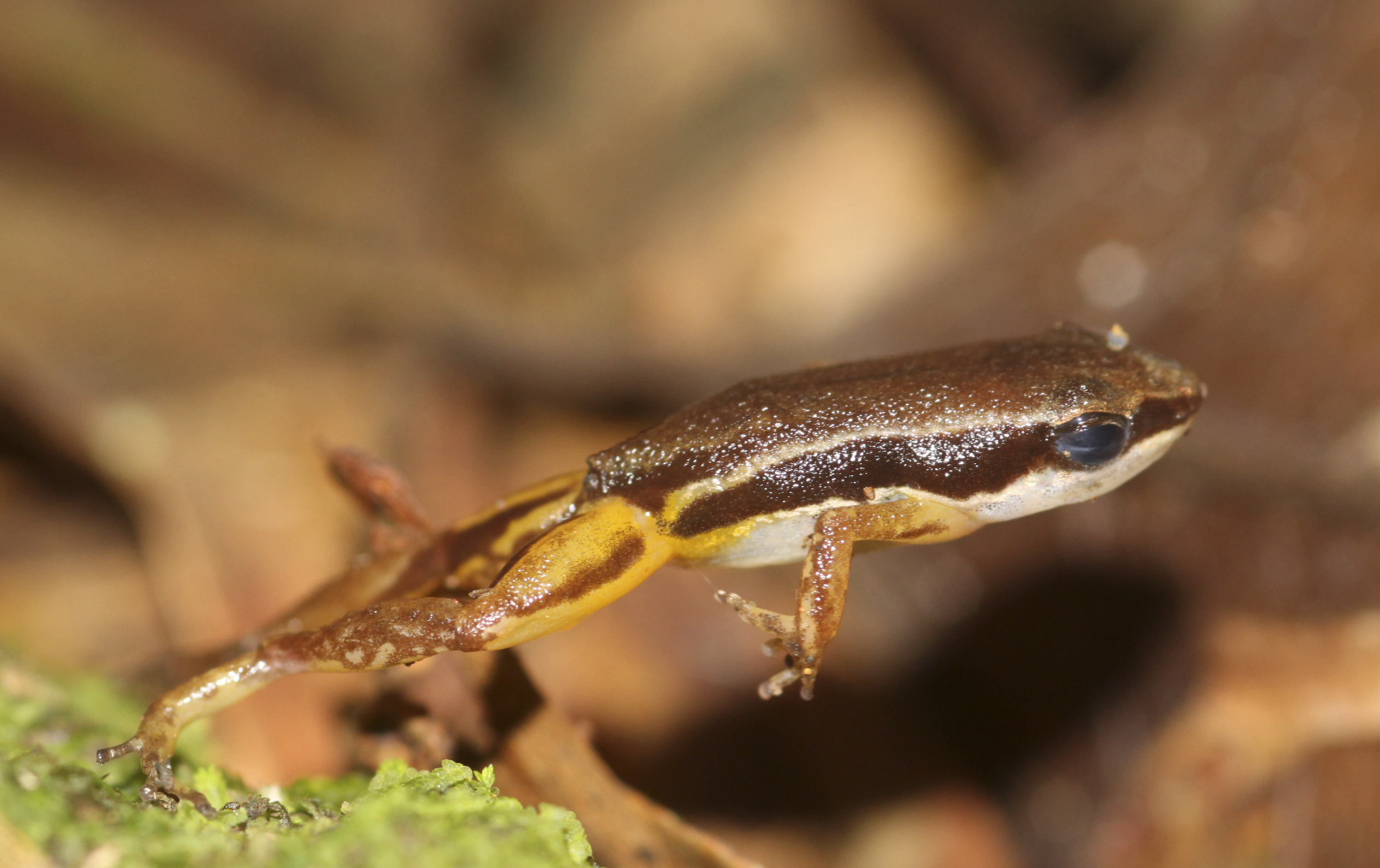
Pijlgifkikkers zijn goede springers, afgebeeld is Silverstoneia flotator.

Pijlgifkikkers eten in de natuur verschillende insecten en andere zeer kleine geleedpotigen zoals kevertjes, mijten, mieren en termieten. Met name de mieren die op het menu staan bevatten gifstoffen die door de kikkers worden gebruikt om vijanden te vergiftigen. Ook bepaalde giftige kevers uit de familie Melyridae worden waarschijnlijk gegeten. De pijlgifkikkers zijn bestand tegen het gif in de gegeten prooidieren en zijn in staat het gif op te slaan in het lichaam en meer specifiek in de klieren van de huid. Oorspronkelijk komt het gif uit planten die door de mieren en kevers werden gegeten. Planten maken het gif aan om zich te verdedigen tegen insecten. Plantenetende insecten nemen het gif dan op en worden later door de pijlgifkikkers gegeten die het vergif als het ware recyclen.
In gevangenschap opgegroeide pijlgifkikkers zijn niet giftig. Er wordt aangenomen dat wildvangdieren die in gevangenschap worden gebracht na enige tijd hun giftigheid verliezen, omdat het gif niet meer uit het dieet wordt aangevuld.
Dit principe van 'geleend' gif komt ook voor bij andere kikkers zoals de gelijkende soorten uit het geslacht Mantella en bij veel Zuid-Amerikaanse hoornkikkers (Ceratophrys), maar ook bij geheel andere dieren, zoals kreeften en inktvissen.

## Voortplanting en ontwikkeling

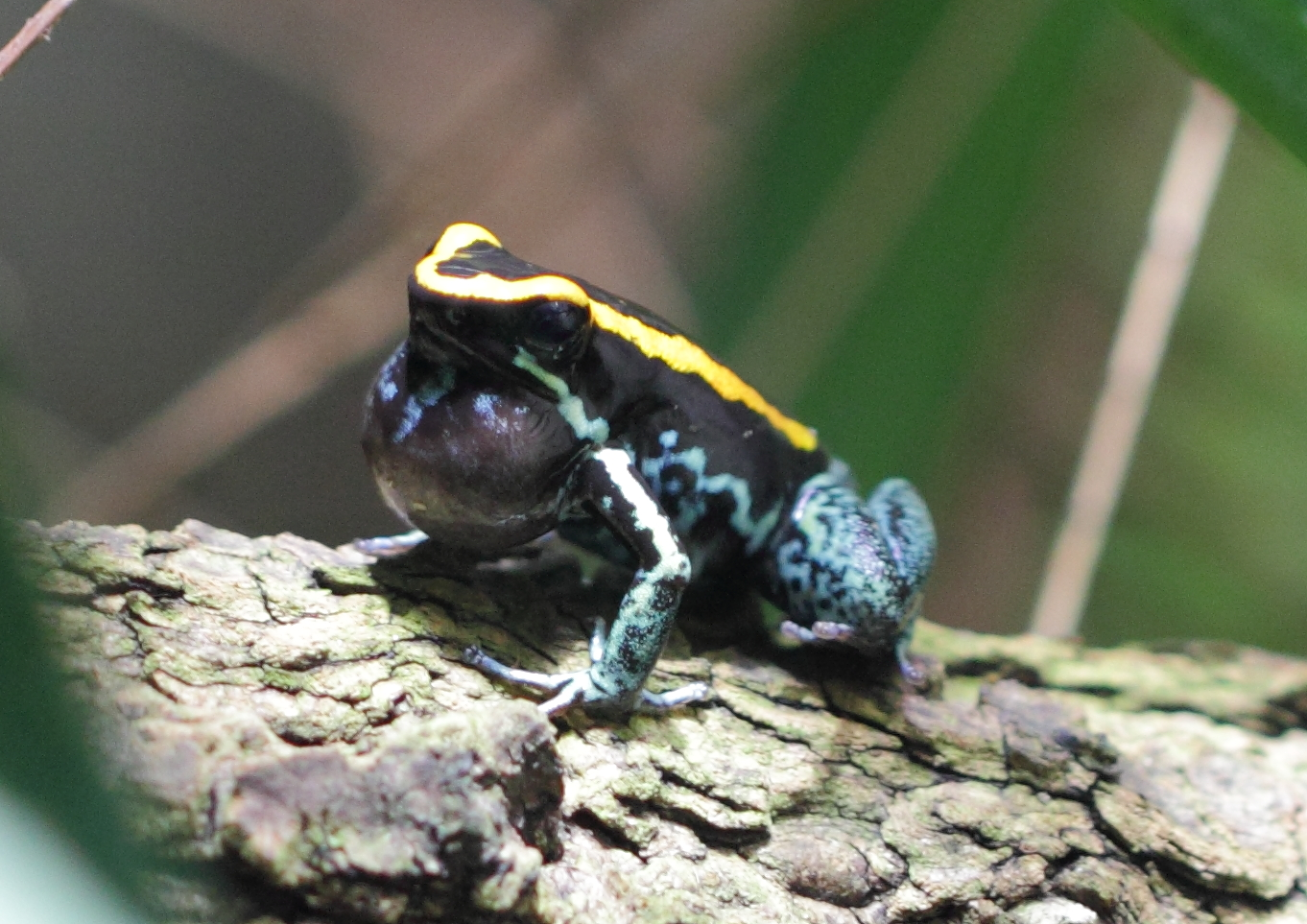
Kwakend mannetje van de gestreepte pijlgifkikker.

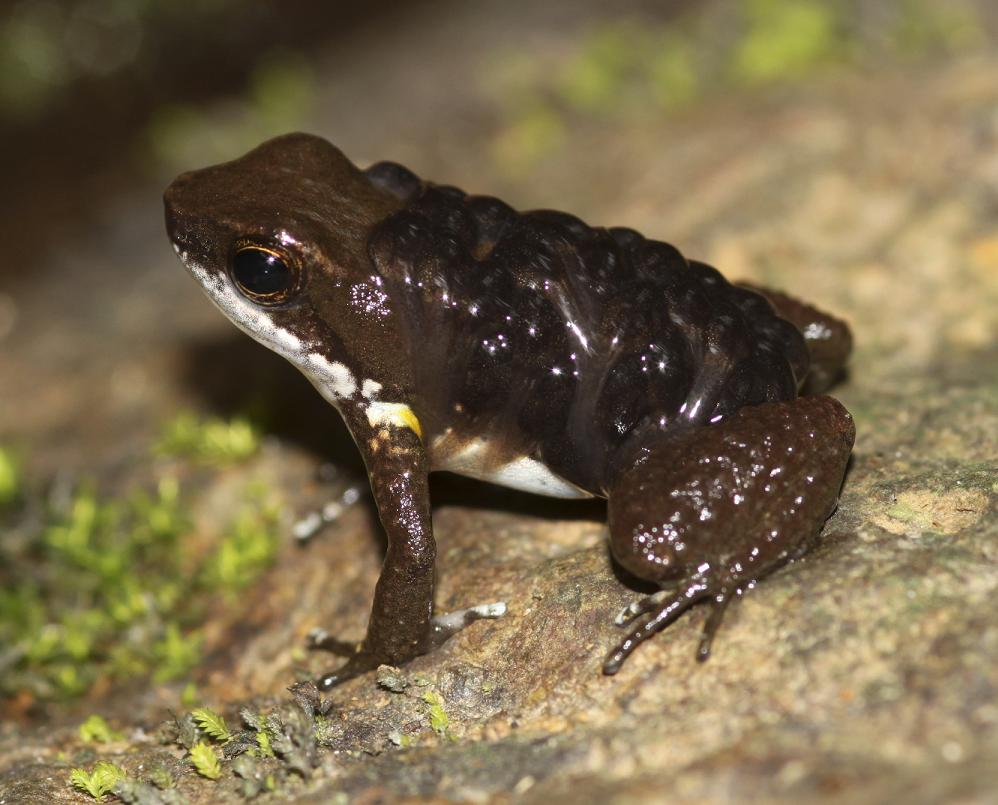
Mannetje Colostethus panamensis met larven op de rug.

Een aantal soorten pijlgifkikkers heeft bromelia-achtige planten nodig waar water in blijft staan. Hierdoor hebben ze een eigen waterreservoir (phytotelma), dat insecten aantrekt welke vervolgens door de larven worden gegeten. Ook zorgt het watertje voor een voldoende vochtige omgeving en biedt een goede schuilplaats tegen vijanden. Ten slotte worden vaak de eitjes afgezet in dergelijke poeltjes, zodat de planten een belangrijke schakel vormen in de voortplantingscyclus van de pijlgifkikkers.
De mannetjes lokken de vrouwtjes door geluiden te produceren met de kwaakblaas. Het lokgeluid bestaat vaak uit korte, hoge piepjes; sommige soorten houden het uren vol. Het geluid wordt gemaakt door de kwaakblaas te vullen met lucht, waarna de lucht vele malen per seconde weer naar buiten wordt geperst. De geluiden en ritmes verschillen per soort. Van veel soorten is bekend dat de mannetjes gevechten uitvoeren om een territorium te verdedigen tegen concurrenten. Ook is dit gedrag van vrouwtjes onderling bekend en zelfs een mannetje en een vrouwtje of de jongen onderling kunnen in een dergelijk gevecht worden aangetroffen. Een gevecht ontstaat als een kikker het territorium van een soortgenoot betreedt. Van een aantal soorten is bekend dat de kikker zich eerst opricht op alle vier de poten en een afweergeluid maakt. Vervolgens wordt de indringer besprongen en als dat niet helpt gaan de dieren op de achterpoten staan en volgt een soort worsteling. Als een koppeltje elkaar gevonden heeft, voert het mannetje een soort dansje uit waarbij hij het vrouwtje regelmatig aanraakt. Vervolgens zet het vrouwtje haar eitjes af waarna het mannetje deze bevrucht.
De paring van de pijlgifkikkers wijkt af van die van de meeste kikkers. Pijlgifkikkers kennen een bijzondere paargreep of amplexus, het mannetje pakt het vrouwtje bij de kop tijdens de eiafzet en niet bij haar lichaam of onder de oksels van de voor- of achterpoten zoals alle andere kikkers. Sommige soorten kennen in het geheel geen paargreep wat al helemaal uitzonderlijk is voor kikkers. Dergelijke soorten zijn tijdens de paring met de cloaca's aan elkaar gehecht, en de kikkers zitten hierbij met de koppen van elkaar af. Een voorbeeld van een dergelijke soort is Oophaga granulifera.
Pijlgifkikkers zijn altijd eierleggend en de embryo's ontwikkelen zich altijd in het water. Veel soorten zetten de eitjes af in kleine tijdelijke watertjes op het land, dergelijke kleine poeltjes worden wel phytotelmata genoemd. Een phytotelma is een kleine, met water gevulde natuurlijke holte zoals een met water gevulde bladoksel of een holte in een boom waarin zich regenwater verzamelt. Een dergelijk waterreservoirtje komt veel voor bij planten uit de bromeliafamilie.
Veel soorten pijlgifkikkers kennen een vorm van broedzorg. Het beschermen van de eieren of larven komt wel bij meer groepen kikkers voor, zoals de in de Benelux voorkomende vroedmeesterpad. Bij de pijlgifkikkers is de broedzorg echter hoog ontwikkeld. Soms worden de eieren bewaakt door het mannetje tot ze bijna uitkomen. Van een aantal soorten is bekend dat het vrouwtje niet alle eieren in een enkel poeltje afzet, maar de eieren individueel deponeert in meerdere watertjes. Het vrouwtje loopt vervolgens met enige regelmaat alle poeltjes na en zet hierbij zogenaamde voedseleitjes af. Dit zijn onbevruchte eitjes die geen levensvatbaar embryo bevatten maar alleen dienen om de larven te voeden. Bij deze speciale vorm van ouderzorg zijn de larven voor hun voeding vooral afhankelijk van het moederdier. De mate waarin de larve van deze eitjes afhankelijk is verschilt ook weer van soort tot soort. Het moederdier wordt bij sommige soorten zelfs gegidst door de vader naar de verscheidene poeltjes waarin zich larven bevinden. Het vrouwtje wordt hierbij door de larven gestimuleerd tot de afzet van voedseleitjes.
De larven hebben nog kieuwen als ze uit het ei kruipen, deze verliezen ze meestal na een paar weken. De kikkervisjes hebben nog geen poten maar al wel een staart. Kikkervisjes hebben vaak verhoornde kaakdelen die voorzien zijn van kleine tandjes. Bij larven van de pijlgifkikkers echter zijn deze monddelen gereduceerd of ontbreken zelfs volledig. Na enige tijd ontwikkelen zich longen en worden de kieuwen gereduceerd. In dit stadium komt het bij een aantal soorten voor dat de mannetjes de kikkervisjes op de rug nemen en deze verplaatsen van het phytotelma naar grotere waterreservoirs zoals beekjes of rivieren.
De kikkervisjes zuigen zich met een soort zuigschijf aan de buik vast op de rug van het mannetje. De kikkervisjes zijn daarnaast omgeven door een slijmerige substantie die ze bijeen houdt. Van de soort Hyloxalus subpunctatus is bekend dat de kikkervisjes zich in rijen op de rug van het mannetje positioneren wat duidt op een hoge specialisatie.
Onder normale omstandigheden ontwikkelt een kikkervisje zich na twee tot drie maanden een kleine kikker, het dier is dan echter een subadult. Pas enige tijd later is de kikker volwassen en dus geslachtsrijp.

## Vijanden en verdediging

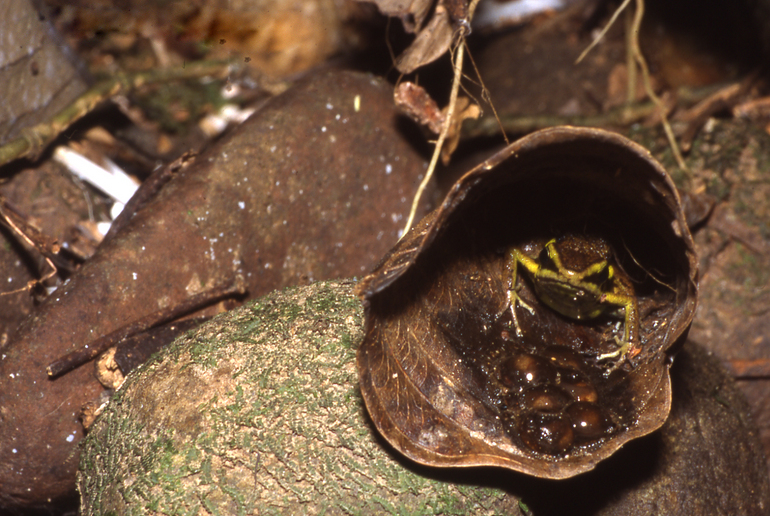
Mannetje Ameerega petersi bewaakt de eieren, foto genomen in Panguana, Peru.

Sommige pijlgifkikkers hebben geen giftige huidafscheidingen, zoals de soorten uit het geslacht Colostethus. De meeste pijlgifkikkers zijn echter zeer giftig en kunnen leiden tot een snelle dood als ze door een vijand worden opgegeten. De vooraanstaande bioloog Doris Mable Cochran omschreef de pijlgifkikkers eens als 'de Borgia's onder de amfibieën'.
Phyllobates terribilis is van alle pijlgifkikkers de giftigste soort. In de huid van deze kikker is 20 keer meer gif aanwezig in vergelijking met andere soorten pijlgifkikkers. In de huidextracten van alle kikkers en padden tezamen zijn bijna 500 verschillende verbindingen gevonden. De verbindingen van pijlgifkikkers bestaat uit vetminnende behorend tot de alkaloïden. Belangrijke vergiften zijn inmiddels geanalyseerd en benoemd als pumiliotoxinen, zoals homobatrachoxine en batrachotoxine. Met name deze laatste stof is een van de giftigste verbindingen. Van de aardbeikikker is aangetoond dat het dier in staat is een bepaald vergif (pumiliotoxine 251D) zelf in een krachtiger variant om te zetten.
Omdat de concentratie gif hoog is, en er soms verschillende soorten gif worden aangetroffen in dezelfde kikker, moet een klein aantal soorten met grote zorgvuldigheid worden gehanteerd. Het gif kan ook door de huid (dermaal) worden opgenomen of worden overgebracht op andere dieren. Door natuuronderzoekers is wel beschreven dat kleine dieren die ze hanteerden na eerder een pijlgifkikker in handen te hebben gehad daardoor stierven.
Sommige indianenstammen vangen de kikkers en roosteren deze boven een vuurtje. De gifdruppeltjes die uit de huid komen worden opgevangen en op de pijlpunt aangebracht. Het gif wordt ook wel verkregen door de pijlpunt over de rug van de kikker te wrijven. De vergiftigde pijlpunt wordt in een blaaspijp afgeschoten op dieren. Met name de soorten Phyllobates terribilis, Phyllobates aurotaenia en Phyllobates bicolor worden door indianen gebruikt voor het vervaardigen van de giftige pijlpunten.
De felle kleuren van het lichaam van veel pijlgifkikkers dienen als schrikkleur, en meer specifiek is dit een vorm van aposematische kleuring. Als een vijand eenmaal een kikker heeft proberen op te eten en daarna heeft moeten uitspuwen vanwege de giftigheid wordt het dier -evenals gelijkende dieren- voortaan met rust gelaten.

## In gevangenschap

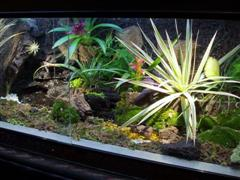
Paludarium, ingericht voor gifkikkers

Pijlgifkikkers zijn populair als exotisch huisdier en worden wel in gevangenschap gehouden in een paludarium. Pijlgifkikkers zijn overdag actief, in tegenstelling tot vrijwel alle andere kikkers. Ze kunnen het best in koppels gehouden worden, sommige soorten kunnen het beter in groep doen. De gouden regel is geen soorten combineren die met elkaar voor nageslacht kunnen zorgen.
Pijlgifkikkers prefereren een dichtbegroeide omgeving, in een kaal leefgebied kunnen ze niet genoeg schuilplaatsen vinden. Tropische planten of imitaties daarvan zijn belangrijk, veel soorten ontwikkelen zich als larve in bepaalde planten zoals bromelia's. Alle soorten hebben een permanent vochtige omgeving nodig zodat de dieren niet uitdrogen. Men kan het terrarium vochtig houden door regelmatig te nevelen met een plantenspuit. De ruimte dient zo afgedicht te zijn dat er wel frisse lucht wordt toegevoerd maar er geen tocht kan ontstaan. De ideale temperatuur ligt rond de 25 graden Celsius. Voor de afzet van de eieren kunnen enkele kleine poeltjes worden gemaakt door bijvoorbeeld met water gevulde fotorolletjes in de bak te plaatsen. Een bladlaag is ook zeer belangrijk, dit maakt de dieren minder schuw omdat ze zich dan steeds kunnen verstoppen.
Als voedsel kunnen springstaartjes (Collembola), fruitvliegjes (Dropsophilia), erwtluis, voorraadkevers, ovenvisjes en jonge wasmotlarven worden aangeboden. Deze laatsten kunnen beter slechts af en toe worden gevoerd omdat ze namelijk veel vet bevatten.
Het voedsel wordt bepoederd met suppletiepreparaten die vitaminen en mineralen bevatten. Gekweekte voedseldieren voorzien wel in proteïnen en bouwstoffen, maar bevatten vaak onvoldoende vitaminen en mineralen. Indien men dit nalaat kan nakweek bijvoorbeeld de beruchte aandoening 'luciferpoten' (of Spindly Leg Syndrome = SLS) krijgen; onderontwikkelde voorpoten als gevolg van vitaminen- of calciumgebrek. Deze aandoening is niet te behandelen.
Bovendien is de verhouding calcium/fosfor vaak niet ideaal bij veel voedseldieren die in gevangenschap worden aangeboden. In de zomer is het aangeraden om ook 'weideplankton' te voederen, dit zijn insecten die men vangt in de natuur. Het vangstgebied mag echter geen chemische producten bevatten zoals kunstmatige meststoffen, onkruidverdelgers en roetdeeltjes, zoals men aantreft bij autowegen.
De gevangen diertjes mogen niet te groot zijn. Sommige grotere gevangen geleedpotigen zoals een volwassen sabelsprinkhaan, eet eerder de gifkikker op dan andersom. Afhankelijk van de soort zijn er nog andere problemen die men tegenkomt als men pijlgifkikkers wil houden; de dieren zijn vaak prijzig. Bij veel soorten zijn de dieren buitengewoon territoriaal; vooral bij een teveel aan mannetjes gaan de dieren elkaar bevechten wat tot stress en uitputting leidt en de dieren uiteindelijk kunnen sterven. Ook met de zeer luidruchtige mannetjes in de paartijd zal men rekening moeten houden, een terrarium in een aan de slaapkamer aangrenzende ruimte is dan niet aan te raden aangezien de mannetjes zeer luidruchtig zijn. Bij andere soorten zijn het dan weer de vrouwtjes die vechten.
Pijlgifkikkers, en met name exemplaren die uit het wild komen, kunnen vele ziekten hebben, zoals parasieten die zich bij wildvangdieren explosief kunnen vermenigvuldigen. De omstandigheden zijn namelijk niet alleen voor de kikker optimaal in het terrarium. Voorbeelden zijn flagellaten, nematoden, wormen, mijten, teken en luizen. Een enkel exemplaar kan in een terrarium binnen zeer korte tijd een hele groep besmetten.
Bovendien zijn nakweekdieren, die in gevangenschap zijn geboren, minder bevattelijk voor stress, wat voor in gevangenschap gehouden amfibieën doodsoorzaak nummer één is.

## Taxonomie en indeling

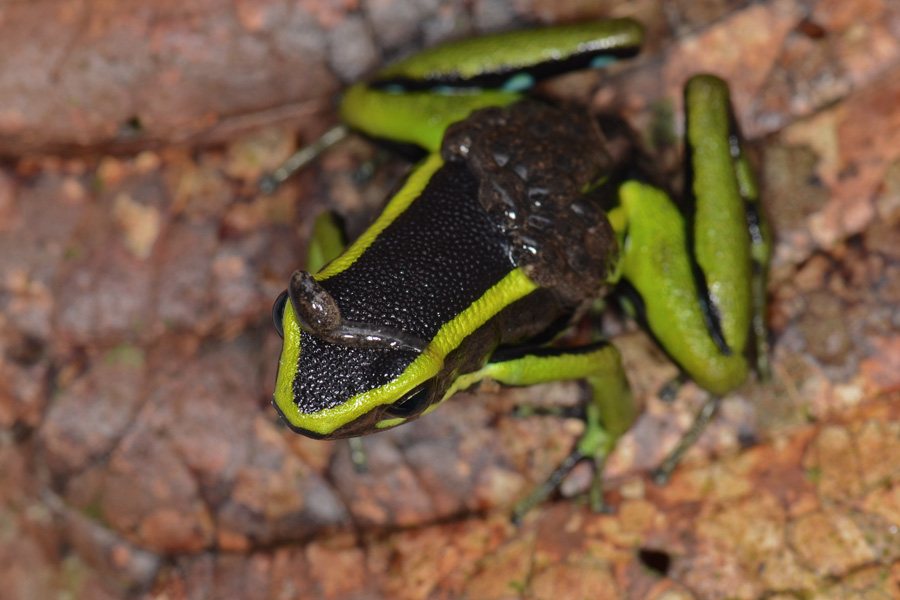
Mannetje van Ameerega trivittata met larven op de rug en één op de kop.

De wetenschappelijke naam van de familie pijlgifkikkers is Dendrobatidae. De groep werd voor het eerst wetenschappelijk beschreven door Edward Drinker Cope in 1865.
Pijlgifkikkers behoren tot de Neobatrachia, hoewel deze indeling niet algemeen wordt erkend. Deze een groep van kikkers wordt gezien als hoger ontwikkeld dan de soorten uit de onderorde Archaeobatrachia. De kikkers zijn vermoedelijk een natuurlijke groep, dit wordt wel monofyletisch genoemd. Van alle geslachten wordt Aromobates als de meest basale groep gezien. Er zijn nog geen fossielen gevonden die aan de pijlgifkikkers worden toegekend.
Pijlgifkikkers worden soms tot de kikkerachtige groep Ranoidea gerekend en sommige biologen rekenen ze tot de echte kikkers (Ranidae). Dit is echter niet onomstreden. Andere biologen plaatsen de kikkers juist in de padachtige groep Bufonoidea.
De indeling in verschillende subgroepen zoals geslachten en later onderfamilies is sinds de benoeming van de familie aan verandering onderhevig geweest. Tot 1987 waren er drie geslachten; Colostethus, Dendrobates en Phyllobates. In dat jaar werden twee nieuwe geslachten benoemd door Charles William Myers; Minyobates en Epipedobates. Een jaar later werden door Helmut en Elke Zimmermann de geslachten Phobobates en Allobates beschreven. In 1991 werd voor het eerst een nachtactieve pijlgifkikker ontdekt die hierdoor tot een apart geslacht werd gerekend; Aromobates. Deze groep werd beschreven door de biologen Myers, Paolillo-O. en Daly.
In 2006 werden de verschillende geslachten opnieuw verdeeld in verschillende onderfamilies en waren er 11 geslachten. Later werden er echter meer geslachten toegekend, zoals Excidobates in 2008. Het geslacht Andinobates is pas in 2011 voor het eerst wetenschappelijk beschreven en wordt hierdoor in veel literatuur nog niet gebruikt. Tegenwoordig (augustus 2013) ligt het aantal geslachten op dertien.
Een bijkomend verschijnsel bij indeling van de pijlgifkikkers is dat er waarschijnlijk nog enkele tientallen niet zijn ontdekt, waardoor de indeling in de toekomst ongetwijfeld weer aangepast zal moeten worden op basis van deze nog te verkrijgen inzichten.

### Lijst van geslachten
Onderstaand is een tabel van de verschillende onderfamilies en geslachten weergegeven.
| Onderfamilie Colostethinae Cope, 1867 (68 soorten)                                                   |                                                                                       |                                                                                                  |                                                  |                                  |
| Naam                                                                                                 | Verspreiding                                                                          | Beschrijving                                                                                     | Voorbeeldsoort                                   | Afbeelding voorbeeldsoort        |
| Ameerega Bauer, 1986                                                                                 | Drieëndertig soorten die leven in noordelijk Zuid-Amerika                             | Zeer variabele kleur, vaak op een zwarte ondergrond.                                             | Ameerega bilinguis                               |                                  |
| Colostethus Cope, 1866                                                                               | Twintig soorten die leven in Midden-Amerika tot zuidelijk in Ecuador.                 | Onopvallende soorten, bruine lichaamskleur met lichtere en donkere strepen.                      | Panamese dwerggifkikker (Colostethus inguinalis) |                                  |
| Epipedobates Meyers, 1987                                                                            | Zeven soorten die leven in Zuid-Amerika ten westen van de Andes.                      | Alle soorten blijven klein, de kleur is zeer variabel per soort.                                 | Driekleurige gifkikker (Epipedobates tricolor)   |                                  |
| Leucostethus Grant, Rada, Anganoy-Criollo, Batista, Dias, Jeckel, Machado, and Rueda-Almonacid, 2017 | Zeven soorten                                                                         |                                                                                                  |                                                  |                                  |
| Silverstoneia Grand et al, 2006                                                                      | Acht soorten die leven in Colombia, Costa Rica en Panama                              | Onopvallende soorten, bruine lichaamskleur met lichtere en donkere strepen, vaak met rode poten. | Silverstoneia flotator                           |                                  |
| Onderfamilie Dendrobatinae Cope, 1865 (56 soorten)                                                   |                                                                                       |                                                                                                  |                                                  |                                  |
| Naam                                                                                                 | Verspreiding                                                                          | Beschrijving                                                                                     | Voorbeeldsoort                                   | Afbeelding voorbeeldsoort        |
| Adelphobates Grand et al., 2006                                                                      | Drie soorten die leven in Brazilië en Bolivia                                         | Vaak een zwarte kleur met gele tot oranje strepen of vlekken                                     | Adelphobates castaneoticus                       |                                  |
| Andinobates Twomey, Brown, Amézquita & Mejía-Vargas, 2011                                            | Veertien soorten die leven in Colombia, Ecuador en Panama                             | Vaak een zwarte kleur met gele tot oranje strepen of vlekken.                                    | Andinobates dorisswansonae                       |                                  |
| Dendrobates Wagler, 1830                                                                             | Vijf soorten die leven in Midden- en noordelijk Zuid-Amerika, geïntroduceerd in Hawaï | Extreem variabel, vele kleuren en verschillende tekeningen mogelijk                              | Bijengifkikker (Dendrobates leucomelas)          |                                  |
| Excidobates Twomey & Brown, 2008                                                                     | Drie soorten die voorkomen in Peru                                                    | Zwart tot roodbruin met rode en gele of witte vlekken.                                           | Excidobates mysteriosus                          |                                  |
| Minyobates Myers, 1987                                                                               | Slechts een enkele soort die voorkomt in Venezuela                                    | Opvallende roodbruine kleur met lichtere accenten.                                               | Minyobates steyermarki                           | Plaats uw zelfgemaakte foto hier |
| Oophaga Bauer, 1994                                                                                  | Negen soorten die voorkomen in delen van Midden- en noordelijk Zuid-Amerika.          | Variabel in kleur, soms zwart maar ook rode en blauwe kleuren komen voor.                        | Aardbeikikker (Oophaga pumilo)                   |                                  |
| Phyllobates Duméril & Bibron, 1841                                                                   | Nicaragua tot in Colombia.                                                            | Veel variatie, zowel geheel geel gekleurde als meer donkere kleuren komen voor.                  | Gestreepte pijlgifkikker (Phyllobates vittatus)  |                                  |
| Ranitomeya Bauer, 1986                                                                               | Zestien soorten die leven in grote delen van noordelijk Zuid-Amerika                  | Zwarte kleur met gele, oranje tot blauwe tekening.                                               | Ranitomeya amazonica                             |                                  |
| Onderfamilie Hyloxalinae Grand et al, 2006 (59 soorten)                                              |                                                                                       |                                                                                                  |                                                  |                                  |
| Naam                                                                                                 | Verspreiding                                                                          | Beschrijving                                                                                     | Voorbeeldsoort                                   | Afbeelding voorbeeldsoort        |
| Hyloxalus Espada, 1870                                                                               | Negenenvijftig soorten die leven in noordelijk Zuid-Amerika                           | Vaak bruin tot zwart met lichtere gele strepen, ook andere kleuren en tekeningen komen voor.     | Hyloxalus subpunctatus                           |                                  |